# Список дипломатичних місій Сан-Марино
Список дипломатичних місій Сан-Марино — республіка Сан-Марино у 2008 р. мала дипломатичні відносини зі 108 країнами. У 12 з них знаходяться офіційні представництва Сан-Марино.

## Європа
- Австрія, Відень (посольство)
- Бельгія, Брюссель (посольство)
- Боснія і Герцеговина, Сараєво (посольство)
- Франція, Париж (посольство)
- Ватикан (посольство)
- Італія, Рим (посольство)
- Сербія, Белград (посольство)
- Іспанія, Мадрид (посольство)

## Америка
- США, Вашингтон (посольство)

## Азія
- Японія, Токіо (посольство)
- Індонезія, Джакарта
- Монголія, Улан-Батор

## Міжнародні організації
- Брюссель (місія при ЄС)
- Женева (делегація при організації Міжнародний Червоний Хрест і установах ООН)
- Нью-Йорк (місія при ООН)
- Париж (місія при ЮНЕСКО)
- Страсбург (місія при Раді Європи)